# بطولة تونس للكرة الطائرة للسيدات
بطولة تونس للكرة الطائرة للسيدات أهم منافسة في تونس تخص رياضة الكرة الطائرة للسيدات، تأسست في 1959 وتنظمها الجامعة التونسية للكرة الطائرة.

فريقا النادي الإفريقي و الهلال الرياضي التونسي هما الأكثر تتويجا بهذه البطولة بـ13 لقبا لكل فريق، يليهما النادي النسائي بقرطاج بـ11 لقب و النادي الرياضي الصفاقسي بـ8 ألقاب.
ينزل الهابطون إلى بطولة الوطني ب التونسية للكرة الطائرة للسيدات.

## فرق موسم 2024–25[2]
| قائمة أندية بطولة تونس للكرة الطائرة للسيدات 2024–25 |           |                     |         |         |                    |  |
| النادي                                               | المدينة   | القاعة              | التأسيس | الألوان | المدرب             |  |
| الاتحاد الرياضي النسائي بالمنستير                    | المنستير  | قاعة بن جنات        | 2022    |         | عبد الجليل الدبابي |  |
| المستقبل الرياضي بحمام الشط                          | حمام الشط | قاعة حمام الشط      | 1995    |         | محمد صالح بن يونس  |  |
| المستقبل الرياضي بالمرسى                             | المرسى    | قاعة المرسى         | 1944    |         | محمد التواتي       |  |
| مساكن للكرة الطائرة                                  | مساكن     | قاعة مساكن          | 2017    |         | شاكر غزال          |  |
| النادي الإفريقي                                      | تونس      | قاعة شريف بالامين   | 1958    |         | رشاد بن كريد       |  |
| النادي النسائي بقرطاج                                | قرطاج     | قاعة قرطاج          | 2011    |         | كمال رقية          |  |
| النادي الأولمبي القليبي                              | قليبية    | قاعة عيسى بن نصر    | 1957    |         | محمد المسلماني     |  |
| النادي الرياضي الصفاقسي                              | صفاقس     | قاعة الرائد البجاوي | 1964    |         | سميح البرهومي      |  |
| الترجي الرياضي التونسي                               | تونس      | قاعة محمد الزواوي   | 1956    |         | محمد علي الهنتاتي  |  |
| الاتحاد الرياضي القرطاجني                            | قرطاج     | قاعة قرطاج          | 1994    |         | رياض بن رمضان      |  |

## الفائزين
| - 1959: النادي الإفريقي - 1960: التحالف الرياضي التونسي - 1961: التحالف الرياضي التونسي - 1962: نادي سكك الحديد التونسي - 1963: نادي سكك الحديد التونسي - 1964: الترجي الرياضي التونسي - 1965: الترجي الرياضي التونسي - 1966: الهلال الرياضي التونسي - 1967: الهلال الرياضي التونسي - 1968: الترجي الرياضي التونسي - 1969: الترجي الرياضي التونسي - 1970: الترجي الرياضي التونسي - 1971: الشبيبة الرياضية بالعمران - 1972: الشبيبة الرياضية بالعمران - 1973: الشبيبة الرياضية بالعمران - 1974: المستقبل الرياضي بالمرسى - 1975: المستقبل الرياضي بالمرسى - 1976: المستقبل الرياضي بالمرسى - 1977: المستقبل الرياضي بالمرسى - 1978: المستقبل الرياضي بالمرسى - 1979: المستقبل الرياضي بالمرسى - 1980: النادي الإفريقي - 1981: النادي الإفريقي - 1982: النادي الإفريقي - 1983: النادي الإفريقي - 1984: النادي الإفريقي - 1985: النادي الإفريقي - 1986: النادي الإفريقي - 1987: النادي الإفريقي - 1988: الهلال الرياضي التونسي - 1989: الهلال الرياضي التونسي - 1990: النادي الإفريقي - 1991: النادي الإفريقي | - 1992: الهلال الرياضي التونسي - 1993: النادي الإفريقي - 1994: النادي الإفريقي - 1995: الهلال الرياضي التونسي - 1996: الهلال الرياضي التونسي - 1997: الهلال الرياضي التونسي - 1998: النادي الجامعي بأريانة - 1999: النادي الرياضي الصفاقسي - 2000: الهلال الرياضي التونسي - 2001: الهلال الرياضي التونسي - 2002: الهلال الرياضي التونسي - 2003: النادي الرياضي الصفاقسي - 2004: النادي الرياضي الصفاقسي - 2005: الهلال الرياضي التونسي - 2006: النادي الرياضي الصفاقسي - 2007: الهلال الرياضي التونسي - 2008: الاتحاد الرياضي القرطاجني - 2009: النادي الرياضي الصفاقسي - 2010: النادي الرياضي الصفاقسي - 2011: الاتحاد الرياضي القرطاجني - 2012: النادي الرياضي الصفاقسي - 2013: النادي النسائي بقرطاج - 2014: النادي النسائي بقرطاج - 2015: النادي النسائي بقرطاج - 2016: النادي النسائي بقرطاج - 2017: النادي النسائي بقرطاج - 2018: النادي النسائي بقرطاج - 2019: النادي الرياضي الصفاقسي - 2020: النادي النسائي بقرطاج - 2021: النادي النسائي بقرطاج - 2022: النادي النسائي بقرطاج - 2023: النادي النسائي بقرطاج - 2024: النادي النسائي بقرطاج |

### حسب النادي
| النادي                    | الألقاب |
| ------------------------- | ------- |
| النادي الإفريقي           | 13      |
| الهلال الرياضي التونسي    | 13      |
| النادي النسائي بقرطاج     | 11      |
| النادي الرياضي الصفاقسي   | 8       |
| المستقبل الرياضي بالمرسى  | 6       |
| الترجي الرياضي التونسي    | 5       |
| الشبيبة الرياضية بالعمران | 3       |
| الاتحاد الرياضي القرطاجني | 2       |
| التحالف الرياضي التونسي   | 2       |
| نادي سكك الحديد التونسي   | 2       |
| النادي الجامعي بأريانة    | 1       |

## مقالات ذات صلة
- بطولة تونس للكرة الطائرة للرجال
- كأس تونس للكرة الطائرة للسيدات
- الجامعة التونسية للكرة الطائرة

## روابط خارجية
- الموقع الرسمي.